# 4171 Carrasco
A 4171 Carrasco (ideiglenes jelöléssel 1982 FZ1) a Naprendszer kisbolygóövében található aszteroida. Carolyn Shoemaker fedezte fel 1982. március 23-án.